# Halichoeres iridis
Espèce
Statut de conservation UICN

 LC  : Préoccupation mineure
Halichoeres iridis est un poisson osseux de petite taille de la famille des Labridae.

## Aire de répartition
Cette espèce se rencontre des côtes d'Afrique de l'Est jusqu'à la province de KwaZulu-Natal en Afrique du Sud mais aussi à Madagascar et les Seychelles.

## Description
Ce poisson peut atteindre une longueur totale de 11,5 cm.

## Statut de conservation
L'espèce ne fait face à aucune menace importante au-delà de la collecte occasionnelle pour des aquariums.